# Кайгородский сельсовет
Кайгородский сельсовет — сельское поселение в Краснозёрском районе Новосибирской области Российской Федерации.
Административный центр — посёлок Кайгородский.

## История
Статус и границы сельского поселения установлены Законом Новосибирской области от 2 июня 2004 года № 200-ОЗ «О статусе и границах муниципальных образований Новосибирской области»

## Население
| 2002  | 2010  | 2012  | 2013  | 2014  | 2015  | 2016  |
| ----- | ----- | ----- | ----- | ----- | ----- | ----- |
| 1684  | ↘1550 | ↘1548 | ↗1584 | ↘1558 | ↘1557 | ↘1545 |
| 2017  | 2018  | 2019  | 2020  | 2021  |       |       |
| ↗1549 | ↘1523 | ↘1513 | ↗1515 | ↘1497 |       |       |

## Состав сельского поселения
| № | Населённый пункт | Тип населённого пункта          | Население |
| - | ---------------- | ------------------------------- | --------- |
| 1 | Гербаево         | село                            | ↘385      |
| 2 | Кайгородский     | посёлок, административный центр | ↘631      |
| 3 | Красный Хутор    | посёлок                         | ↘497      |
| 4 | Успенский        | посёлок                         | ↘37       |